# ふくめん
ふくめんは、愛媛県宇和島市周辺に伝わる郷土料理の一つ。千切りこんにゃくに魚そぼろと薬味を和える料理。

## 概要
千切りにして味付けしたこんにゃく（または味付けした糸こんにゃく）の上に、白身魚のそぼろや、細かく刻んだみかんの皮、葱などを区画に分けて盛り付けたもの。多くは、丸い大皿や盛り鉢に中心角90度の扇形を組み合わせた4色の意匠に彩って出される。皆で食べる前に、まんべんなく混ぜてから取り分けるが、混ざった状態では、茶色い、地味な姿に変わる。一人分に盛られたものの場合、すぐに混ぜて食べるのでなく、中心の辺りから、のの字を書くように混ぜてゆき、最後まできれいな姿を残すのが通の食べ方ともいう。
宇和島藩の行事食として伝わったを言われており、鉢盛料理、鯛めん、鱶のみがらし、丸ずしなどとともに結婚披露宴や長寿祝いなどのハレの料理として欠かせない。また、新年会などの宴会料理の一つとしても供される。
見て楽しむことに重きが置かれた料理であり、味は比較的淡泊で、印象は薄い。味付けに少し加える砂糖を除くと炭水化物はほとんどなく、そぼろも油脂を洗い落とした魚肉で作るため、カロリーは極小で、適度にタンパク質が摂れる健康的な料理である。

## 名称
名前の由来としては、こんにゃくが見えなくなるまで「覆面」することからとも、こんにゃくを切ることを「ふくめ」ということからなどと言われている。「福面」などの縁起の良い字を当てる場合もある。

## 作り方
1. 塩もみして、水洗いしたこんにゃくを、細長い千切りにし（あるいは糸こんにゃくを用いて）、鍋で乾煎りし、醤油と砂糖で味付けする。
2. エソなどの白身魚を蒸すか茹で、身を粗くくずして布巾に包み、水に晒し、揉んで油分を落とす。
3. 魚の身を鍋で乾煎りしながらほぐし、砂糖、醤油、料理酒で薄く味付けてそぼろにする。半分は取り出して白の飾り用とし、半分には食紅を加えて、薄紅色になるように着色する。
4. 生または冷凍保存しておいた温州みかんの皮をみじん切りにして、黄色の飾り用にする。
5. 青葱を刻んで、緑色の飾り用にする。
6. 丸皿や鉢にこんにゃくを平らに盛り、その上に菜箸などを十字に渡して、4つの区画の目安とし、紅白のそぼろを相対するように飾り、間はみかんの皮と葱で飾って、4色に塗り分ける。
7. 小鉢に盛る場合は、縦縞模様に盛る場合もある。また、飾りには錦糸卵や細く切ったシイタケの煮物が使われ、4色以上になる場合や菊の花などが添えられる場合もある。